# 위험한 패밀리
《위험한 패밀리》(프랑스어: Malavita, 영어: The Family)는 2013년 공개된 프랑스와 미국의 블랙 코미디 범죄 영화이다. 뤼크 베송이 연출과 공동 각본을 맡고, 로버트 드니로, 미셸 파이퍼, 다이애나 에이그론, 존 딜리오가 연방 수사국(FBI) 증인 보호 프로그램에 들어간 마피아 가족 역으로 출연하였다.

## 줄거리
미국 마피아 두목 지어바니 만조니는 경쟁자인 돈 루케이지의 암살 시도에서 살아남은 뒤 루케이지를 당국에 찔러 감옥에 보낸다. 이후 지어바니는 아내 매기, 딸 벨, 아들 워런과 함께 연방 수사국(FBI) 증인 보호 프로그램에 들어가 로버트 스탠스필드 요원의 감독 하에 노르망디 작은 마을로 이주한다.
지어바니는 노르망디 상륙을 소재로 한 역사 소설을 쓰는 작가 프레드 블레이크를 가장한다. 하지만 역사에 무지한 지어바니는 금세 헛점을 노출하고, 다른 가족들도 옛 버릇을 버리지 못하고 갖은 사고를 친다.
한편 루케이지는 지어바니의 새 주소를 결국 추적해 내는데...

## 출연진
- 로버트 드니로 - 프레드 블레이크 / 지어바니 만조니 역
- 미셸 파이퍼 - 매기 블레이크 / 매기 만조니 역
- 다이애나 에이그론 - 벨 블레이크 / 벨 만조니 역
- 존 딜리오 - 워런 블레이크 / 워런 만조니 역
- 토미 리 존스 - 로버트 스탠스필드 역
- 지미 펄럼보 - FBI 요원 디치코 역
- 도미닉 롬바도지 - FBI 요원 카푸토 역
- 스탠 카프 - 마피아 두목 돈 루케이지 역
- 빈센트 패스토어 - 카포 윌리 “팻 윌리” 역
- 조나스 블로케 - 앙드레 역
- 존 프리다 - 로코 역
- 마이클 J. 파니첼리 주니어 - 빌리 “더 버그” 역
- 폴 보게이지 - 앨버트 역
- 앤서니 데시오 - 버니 역
- 테드 아시디 - 토미 역
- 다비드 벨 - 메조 역
- 빅투아르 뒤부아 - 앙리 역
- 레이먼드 프란자 - 파울로 역
- 도미닉 키어네이시 - 비니 카프레이세 역
- 조지프 퍼리노 - 조이, 조직원 역
- 지노 캐퍼렐리 - BBQ 조직원 역
- 앤서니 맹개노 - BBQ  조직원 역
- 네이선 리피 - BBQ 조직원 역